# 城南村
城南村，是中华人民共和国广东省广州市从化区街口街道所辖的一个行政村。村委会设在洪山围，位于街口街道西南面约1千米。1958年人民公社化时成立城南大队，因在县城之南而得名。取名城南大队，原属街口公社，后划归城郊公社。1983年12月与团星大队合并，改称附城乡。1987年1月分出改称村，属街口镇管辖。辖5条自然村（洪山围、下围、南兴围、南面围、南关围）。1998年时，全村共有526户，人口1851人。